# Walter Buhse
Walter Buhse (* 28. Januar 1900 im Deutschen Reich; † im Januar 1979) war ein deutscher Schauspieler bei Bühne und Film sowie ein Theaterregisseur.

## Leben und Wirken
Buhse begann vermutlich 1921 Theater zu spielen und trat anfangs mit kleinen Rollen häufig in sozialrevolutionären Stücken auf wie in Ernst Tollers Masse Mensch unter der Regie von Jürgen Fehling (Volksbühne Berlin) oder unter der Leitung von Gustav Hartung am Berliner Renaissance-Theater in dem Stück Stempelbrüder an der Seite von Heinrich George und Felix Bressart. Später bekam er kaum mehr Festengagements angeboten, und Buhse ging stattdessen als Schauspieler wie auch als Oberspielleiter auf Theatertournee, beispielsweise mit der Berliner Wanderbühne des Bühnenvolksbundes.
In den 1930er und 1940er Jahren kamen mehrere Angebote vom Film hinzu. Dort war Buhse auf Chargen aller Arten abonniert. Mal sah man ihn als Barmixer (in Gustaf Gründgens’ Kapriolen) und als Geschworener (in dem Gerichtsfilm Der Fall Deruga), mal als Verkäufer (in Brillanten), als Wirtshausgast (in Spaßvögel) oder als Leipziger Kaufmann (in der Filmbiografie über den Nationalökonomen Friedrich List Der unendliche Weg, Buhses letzter Kinofilm für viele Jahre). Ab 1943 gab es jahrzehntelang keine Spur mehr von ihm. Walter Buhse tauchte zu Beginn der 1970er Jahre plötzlich wieder auf, am Theater in München (in der Komödie Das Geld liegt auf der Bank unter der Regie von Erik Ode und anschließend mit Stückverträgen an der Kleinen Komödie) und im Film Die dressierte Frau. 

## Filmografie
- 1932: Der verliebte Blasekopp
- 1937: Kapriolen
- 1937: Brillanten
- 1937: Der Katzensteg
- 1938: Der Fall Deruga
- 1938: Spaßvögel
- 1941: Die See ruft
- 1942: Kleine Residenz
- 1942: Einmal der liebe Herrgott sein
- 1943: Der unendliche Weg
- 1972: Die dressierte Frau